# سالامون گوگنهایم
 سالامون گوگنهایم (انگلیسی: Solomon R. Guggenheim؛ ۲ فوریهٔ ۱۸۶۱ – ۳ نوامبر ۱۹۴۹) یک تاجر، نیکوکار و کلکسیونر هنر اهل ایالات متحده آمریکا بود.
وی به خاطر بنیانگذاری موزه گوگنهایم نیویورک مشهور است.